# 500 miles d'Indianapolis 1931
Les 500 miles d'Indianapolis 1931, courus sur l'Indianapolis Motor Speedway et organisés le samedi 30 mai 1931, ont été remportés par le pilote américain Louis Schneider sur une Stevens-Miller (en).

## Grille de départ
| Ligne | Intérieur         | Centre             | Extérieur           |
| 1     | Russ Snowberger   | Bill Cummings      | Paul Bost           |
| 2     | Deacon Litz       | Ernie Triplett     | Babe Stapp          |
| 3     | Speed Gardner     | Fred Frame         | Stubby Stubblefield |
| 4     | Ralph Hepburn     | Phil Pardee        | Luther Johnson      |
| 5     | Louis Schneider   | Cliff Bergere      | Chet Miller         |
| 6     | Joe Russo (en)    | Dave Evans         | Billy Arnold        |
| 7     | Tony Gulotta (en) | Jimmy Gleason (en) | Francis Quinn       |
| 8     | Frank Farmer      | Phil Shafer        | John Boling         |
| 9     | Louis Meyer       | Shorty Cantlon     | Frank Brisko        |
| 10    | Freddy Winnai     | Leon Duray         | George Howie        |
| 11    | Al Aspen          | George Wingerter   | Harry Butcher       |
| 12    | Gene Haustein     | Myron Stevens      | Billy Winn          |
| 13    | Sam Ross          | Lou Moore          | Herman Schurch      |
| 14    | Joe Huff          |                    |                     |

La pole position a été réalisée par Russ Snowberger à la moyenne de 181,528 km/h. Le meilleur temps des qualifications est à mettre à l'actif de Billy Arnold avec une moyenne de 186,813 km/h.

## Classement final
| no | Pilote              | Voiture               | Tours | Temps/Abandon           |
| 1  | Louis Schneider     | Stevens-Miller        | 200   |                         |
| 2  | Fred Frame          | Duesenberg            | 200   |                         |
| 3  | Ralph Hepburn       | Miller                | 200   |                         |
| 4  | Myron Stevens       | Stevens-Miller        | 200   |                         |
| 5  | Russ Snowberger     | Snowberger-Duesenberg | 200   |                         |
| 6  | Jimmy Gleason (en)  | Duesenberg            | 200   |                         |
| 7  | Ernie Triplett      | Duesenberg            | 200   |                         |
| 8  | Stubby Stubblefield | Willys Knight-Miller  | 200   |                         |
| 9  | Cliff Bergere       | Reo                   | 200   |                         |
| 10 | Chet Miller         | Hudson                | 200   |                         |
| 11 | George Howie        | Dodge-Chrysler        | 200   |                         |
| 12 | Phil Shafer         | Rigling-Buick         | 200   |                         |
| 13 | Dave Evans          | Duesenberg-Cummins    | 200   |                         |
| 14 | Al Espen            | Duesenberg            | 200   |                         |
| 15 | Sam Ross            | Rigling-Miller        | 200   |                         |
| 16 | Joe Huff            | Cooper-Miller         | 180   |                         |
| 17 | Deacon Litz         | Duesenberg            | 177   | accident                |
| 18 | Tony Gulotta (en)   | Rigling-Studebaker    | 167   | accident                |
| 19 | Billy Arnold        | Summers-Miller        | 162   | accident                |
| 20 | Luther Johnson      | Studebaker            | 156   | accident                |
| 21 | Billy Winn          | Rigling-Clemons       | 138   |                         |
| 22 | Frank Brisco        | Stevens-Miller        | 138   | direction               |
| 23 | Gene Haustein       | Ford                  | 117   | roue perdue             |
| 24 | Joe Russo (en)      | Rigling-Duesenberg    | 109   | fuite d'huile           |
| 25 | Speed Gardner       | Miller                | 107   | mécanique               |
| 26 | Lou Moore           | Miller                | 103   | différentiel            |
| 27 | Shortly Cantlon     | Miller                | 88    | mécanique               |
| 28 | Bill Cummings       | Cooper-Miller         | 70    | fuite d'huile           |
| 29 | Freddy Winnai       | Stevens-Miller        | 60    | accident                |
| 30 | Phil Pardee         | Duesenberg            | 60    | accident                |
| 31 | Paul Bost           | Rigling-Miller        | 35    | mécanique               |
| 32 | Frank Farmer        | Willys Knight-Miller  | 32    | mécanique               |
| 33 | George Wingerter    | Duesenberg            | 29    | reservoir d'essence     |
| 34 | Louis Meyer         | Stevens-Miller        | 28    | fuite d'huile           |
| 35 | Babe Stapp          | Rigling-Duesenberg    | 9     | fuite d'huile/embrayage |
| 36 | John Boling         | Morton & Brett        | 7     | mécanique               |
| 37 | Leon Duray          | Stevens-Duray         | 6     | surchauffe              |
| 38 | Harry Butcher       | Buick                 | 6     | accident                |
| 39 | Herman Schurch      | Rigling-Clemons       | 5     | transmission            |
| 40 | Francis Quinn       | Miller-Ford           | 3     | mécanique               |